# Konstitucionalismus
Konstitucionalismus neboli ústavnost označuje bezvýjimečnou vládu ústavy, resp. vládu lidu prostřednictvím demokratické ústavy, která odděluje státní moci a chrání lidská práva. Projevuje se také v tom, že všechny zákony a podzákonné předpisy musí být v souladu s ústavou (ústavním pořádkem), zachovávání ústavnosti kontroluje ústavní soudnictví.
V České republice je podle čl. 83 Ústavy orgánem ochrany ústavnosti Ústavní soud. Provádí ji buď jako abstraktní kontrolu ústavnosti (posuzuje abstraktní právní předpisy z hlediska jejich souladu s ústavním pořádkem), nebo jako kontrolu konkrétní (rozhoduje o ústavních stížnostech jednotlivců v konkrétních případech).

## Historie
V původním historickém smyslu konstitucionalismus označoval snahy o prosazení psané ústavy, jako aktu s nejvyšší právní silou ve státě, kterou by byli všichni vázáni, včetně do té doby absolutistického panovníka. Je tedy přímo spjat s myšlenkou právního, resp. ústavního státu a rozvíjel se postupně, zejména když v 19. století začaly vznikat konstituční monarchie. V českých zemích se požadavky na zavedení ústavnosti objevily poprvé v revolučním roce 1848. 